# Ismael Ramos Castelo
Ismael Ramos Castelo (Picota, Mazaricos, 8 d'abril de 1994) és un poeta i escriptor gallec. Els seus textos s'han publicat a webs i revistes com A Bacana, Clarín, Grial, Luzes, Oculta Lit, PlayGround, tr3sreinos, Waxwing i Dorna, de la qual és membre del consell de redacció. Els seus poemes han estat traduïts al castellà, finlandès, hongarès, italià, anglès, francès, portuguès i català. A la xarxa va mantenir el bloc Interferencies i actualment escriu a The Sad Stephen. Des de l'agost de 2021 escriu articles d'opinió al diari en línia eldiario.es.

## Obra publicada

### Poesia
- Hábitat/Interferencias (Concello de Outes, 2013, plaquette)[4]
- Os fillos da fame (Xerais, 2016)[5]
- Lumes (Apiario, 2017)
- Lixeiro (Xerais, 2021)ISBN 978-84-9121-893-7.

### Obres col·lectives
- Sentimentalismo. Antoloxía de referencia. Etapa de expansión (Editorial Bubela, 2013)
- 6 poemas 6. Homenaxe a Federico García Lorca (Biblos Clube de Lectores, 2015)
- No seu despregar (Apiario, 2016)
- 13. Antoloxía da poesía galega próxima (ed. bilingüe, Chan da Pólvora / papeles mínimos, 2017)
- Poetízate. Antoloxía da poesía galega (Xerais, 2018)
- Piel fina. Joven poesía española (Ediciones Maremagnum, 2019)